# ورم المسار البصر الدبقي
ورم المسار البصر الدِبقِيّ (بالإنجليزية: Visual pathway glioma)‏ هو ورم نادر، بطيء النمو يُصيب العين.